# Советская улица (Салават)
Сове́тская улица — улица в старой части города Салавата.

## История
Застройка улицы началась в 1966 году. Улица застроена 5 этажными домами. 

## Трасса
Советская улица начинается от Школьного переулка и заканчивается на Ключевой улице.

## Транспорт
По Советской улице общественный транспорт не ходит. Движение транспорта двухсторонее.